# Christus-Johannes-Gruppe

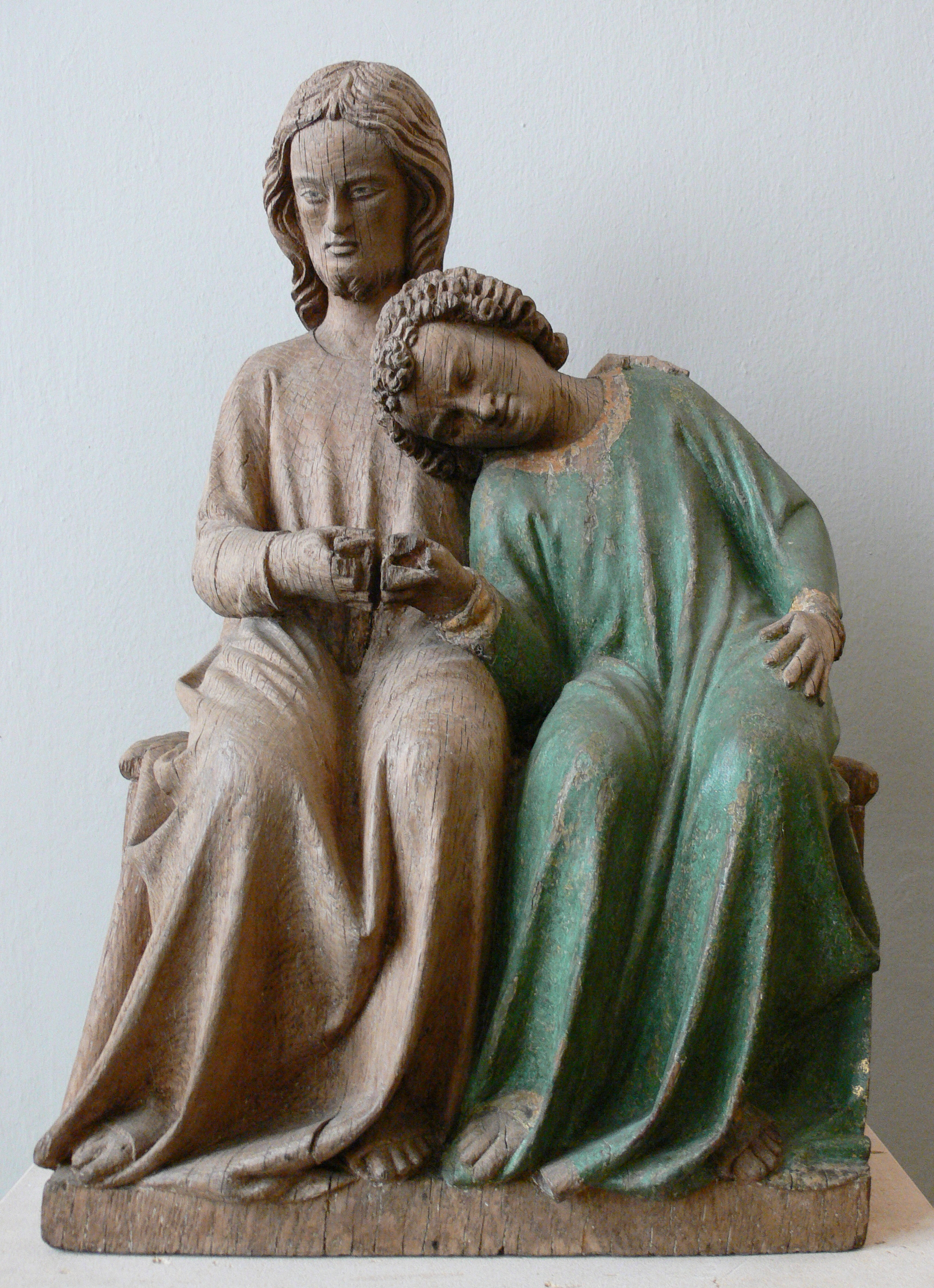
Skulptur aus dem frühen 14. Jahrhundert, Bayerisches Nationalmuseum München

Als Christus-Johannes-Gruppe wird ein seit der Gotik bekanntes Motiv der christlichen Ikonografie bezeichnet, bei dem der Apostel Johannes sein Haupt an die Brust Jesu lehnt. Sie entwickelte sich aus dem biblischen Bericht, beim letzten Abendmahl habe der „Lieblingsjünger“ Jesu, Johannes, an der Brust Christi geruht (vgl. Joh 13,23-25 ).
Die Zweifigurengruppe des Christus und Johannes wurde gleichsam aus dem szenischen Zusammenhang des Abendmahlbildes herausgelöst und isoliert. Das Interesse dieses Themas lag in der Darstellung einer besonderen Nähe des Johannes zu Christus, in die sich der Betrachter bei der Andacht vor dem Bildwerk hineinversetzen konnte (sogenanntes Andachtsbild).

## Ikonografie
Die Skulpturen variieren in der Größe, sind sich aber ansonsten recht ähnlich: Johannes sitzt auf der linken Seite Christi und legt den Kopf an seine Brust. Meist legt Christus seine linke Hand auf Johannes’ Schulter und beide reichen sich die rechten Hände. Diese Geste lässt sich als ein Symbol für die Vereinigung von Johannes mit Christus auffassen, siehe Hochzeit (römische Antike), wohl mit Bezug auf die häufige, sich auf das Hohelied Salomonis (Hld 2,6 ) beziehende Interpretation von Christus als Bräutigam (sponsus) und die Kirche, hier vertreten durch Johannes, als Braut (sponsa).
Entsprechend der Mystik des 14. Jahrhunderts konnte damit aber auch allgemein der Typus der einander Liebenden gesehen werden. Gerade klösterliche Frauengemeinschaften konnten so in dem ideal-jugendlichen Jünger, ausdrücklich verehrt um seiner 'Jungfräulichkeit' willen, ein Identifikationsobjekt finden und erlebten in tiefster mystischer Versenkung, der unio mystica, ihre seelische Vereinigung mit Gott. „Auch die alte Vorstellung, dass Johannes visionäre Geheimnisse an der Brust des Herrn empfing, war den um Gnadenerweise wetteifernden Nonnen vertraut.“

## Die Skulpturen
Erste Darstellungen des Themas finden sich seit dem 12. Jahrhundert gelegentlich in der Buchmalerei.
Gegen 1300 entstehen plastische Gruppen in südwestdeutschen Frauenklöstern des Dominikanerordens. Die 28 Bildwerke, die bekannt sind, stammen zur Hälfte aus dem 14. Jahrhundert. Die meisten Skulpturen sind aus Holz, einzelne auch aus Ton oder Silber, sie variieren in der Größe von 15 cm bis 135 cm. Grob kann man zwei verschiedene Typen unterscheiden. Beim einen Typ sitzt Christus aufrecht und blickt streng geradeaus. Die rechten Hände berühren sich nur mit den Fingerspitzen und bilden fast eine Gerade. Ein Musterbeispiel dieser feierlichen, vergleichsweise archaischen Variante ist die um 1280/90 vermutlich in Zwiefalten entstandene Gruppe, die sich heute im Cleveland Museum of Art  befindet.  Bei der gefühlvolleren und die Personen stärker miteinander verschmelzenden Variante neigt Christus seinen Kopf zu Johannes, die rechten Hände liegen fest ineinander und bilden zusammen mit den Armen eine Schräge oder einen Bogen. Christus’ linke Hand umfasst die Schulter des Jüngers so, dass sie von vorne kaum zu sehen ist. Das berühmteste Beispiel dieser Variante ist die Gruppe, entstanden ca. 1300–1312 von der Hand des Meisters Heinrich von Konstanz aus dem Kloster St. Katharinenthal in der Schweiz. Sie befindet sich heute im Museum Mayer van den Bergh, Antwerpen.
Schon seit der Mitte des 14. Jahrhunderts entwickelt sich das Bildwerk in neuartigen Formen. Die Nachschaffungen werden nicht mehr dem ursprünglichen Anliegen gerecht.

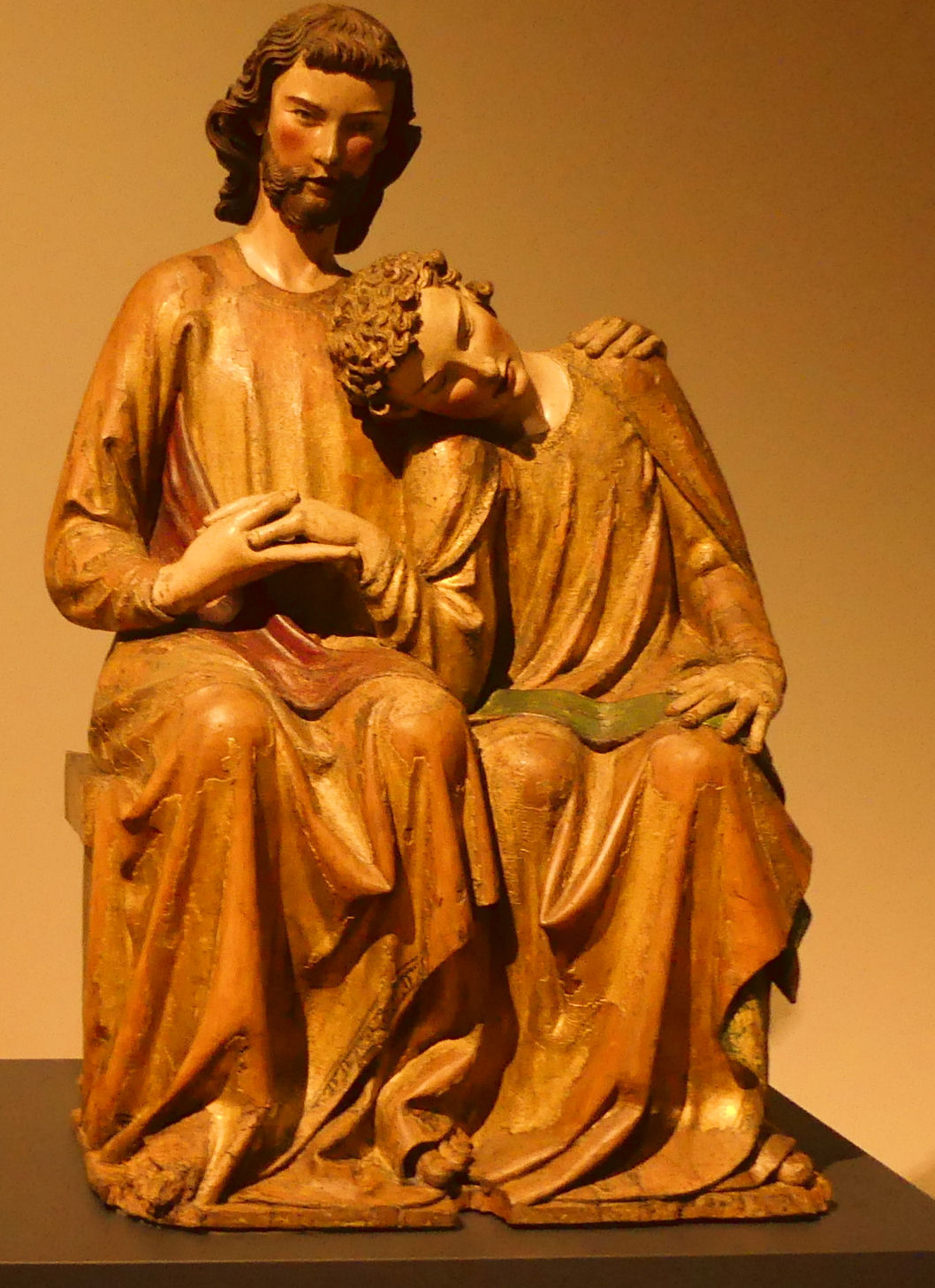
Antwerpen, Museum Mayer van den Bergh
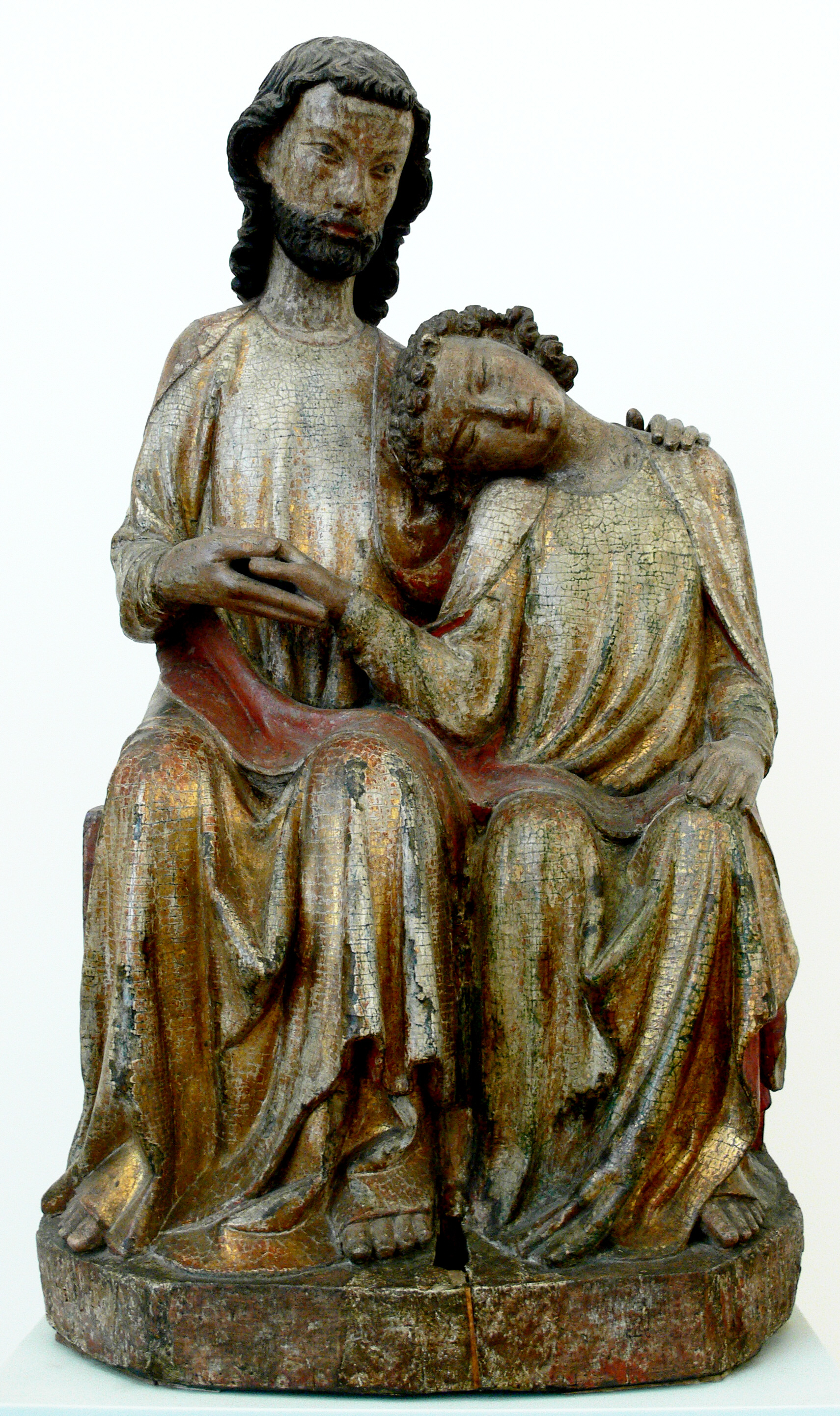
Inzigkofen bei Sigmaringen, um 1320, Berlin, Staatliche Museen
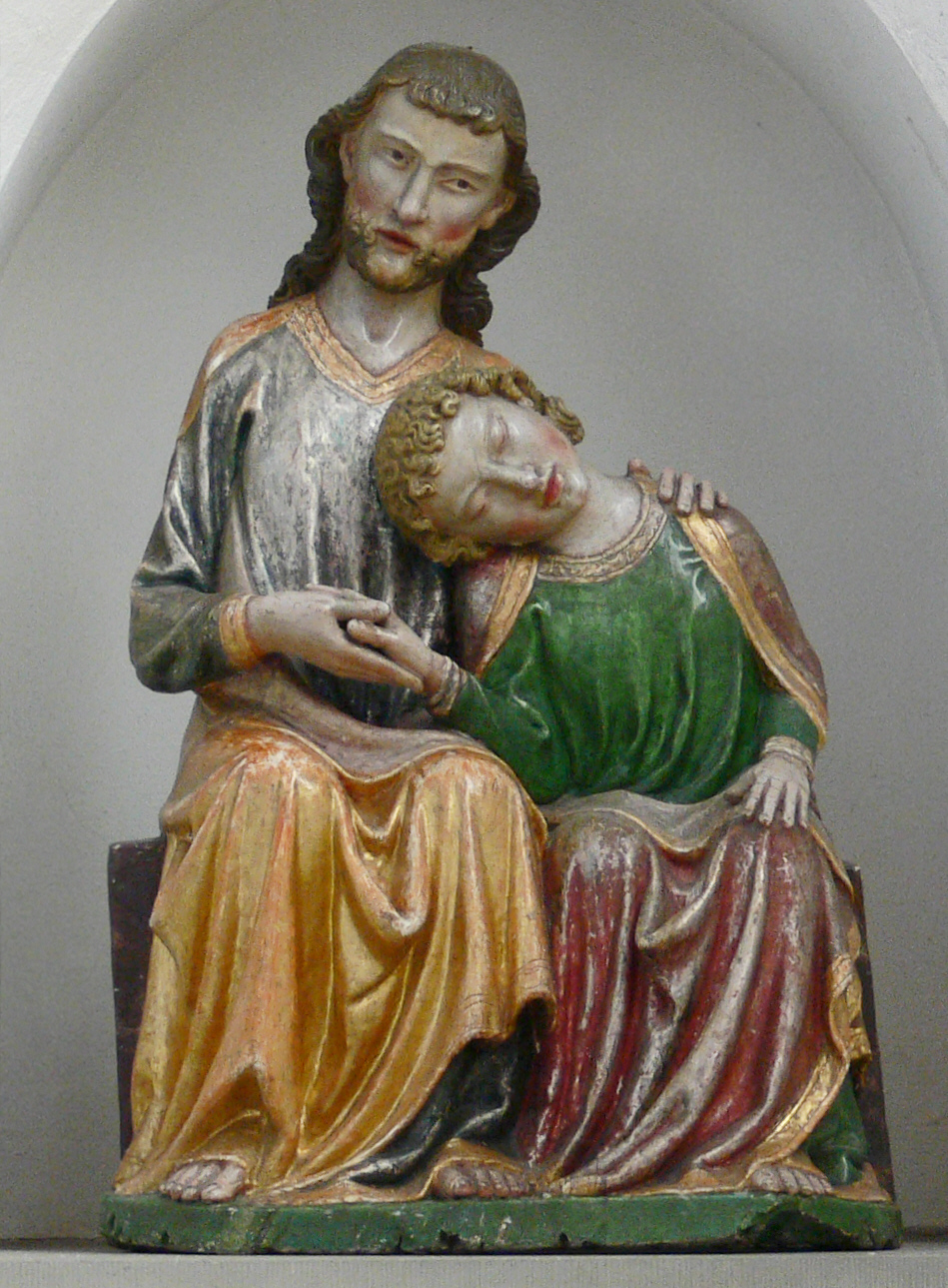
Kloster Heiligkreuztal, um 1320, St. Anna in Heiligkreuztal
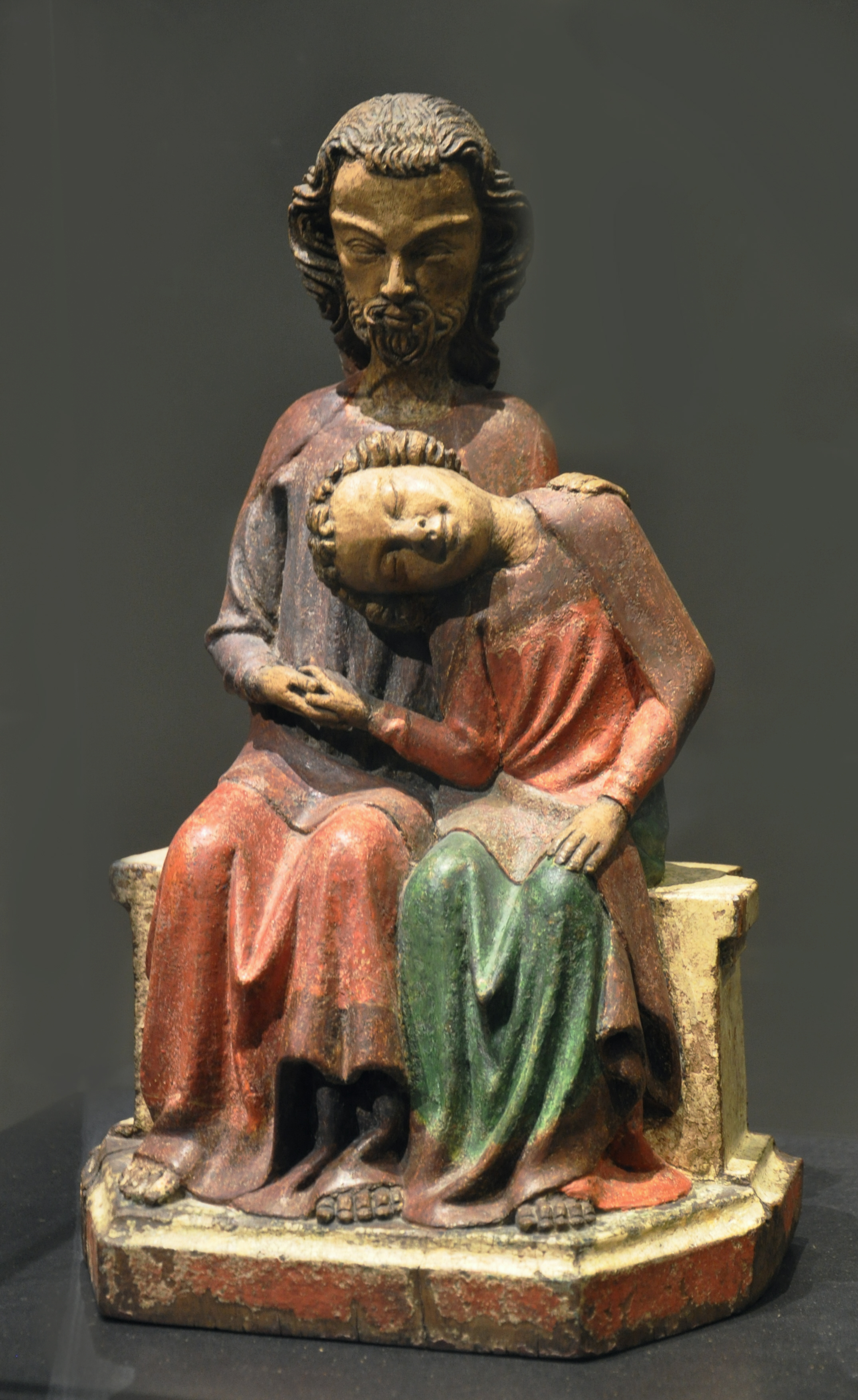
Kloster Adelhausen, 1330–1340, Liebieghaus, Frankfurt am Main
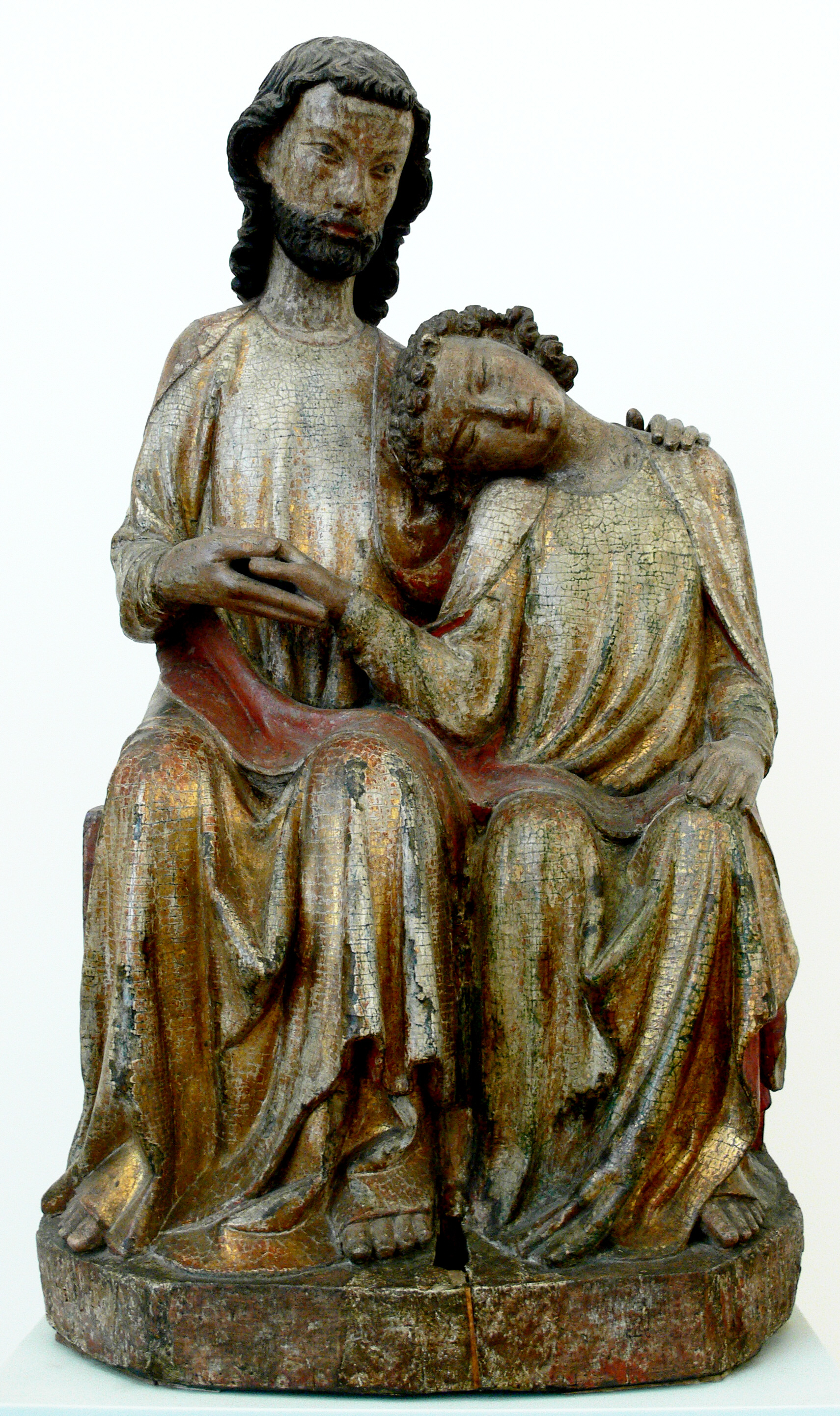
Bodenseegebiet, um 1310, Bode-Museum Berlin
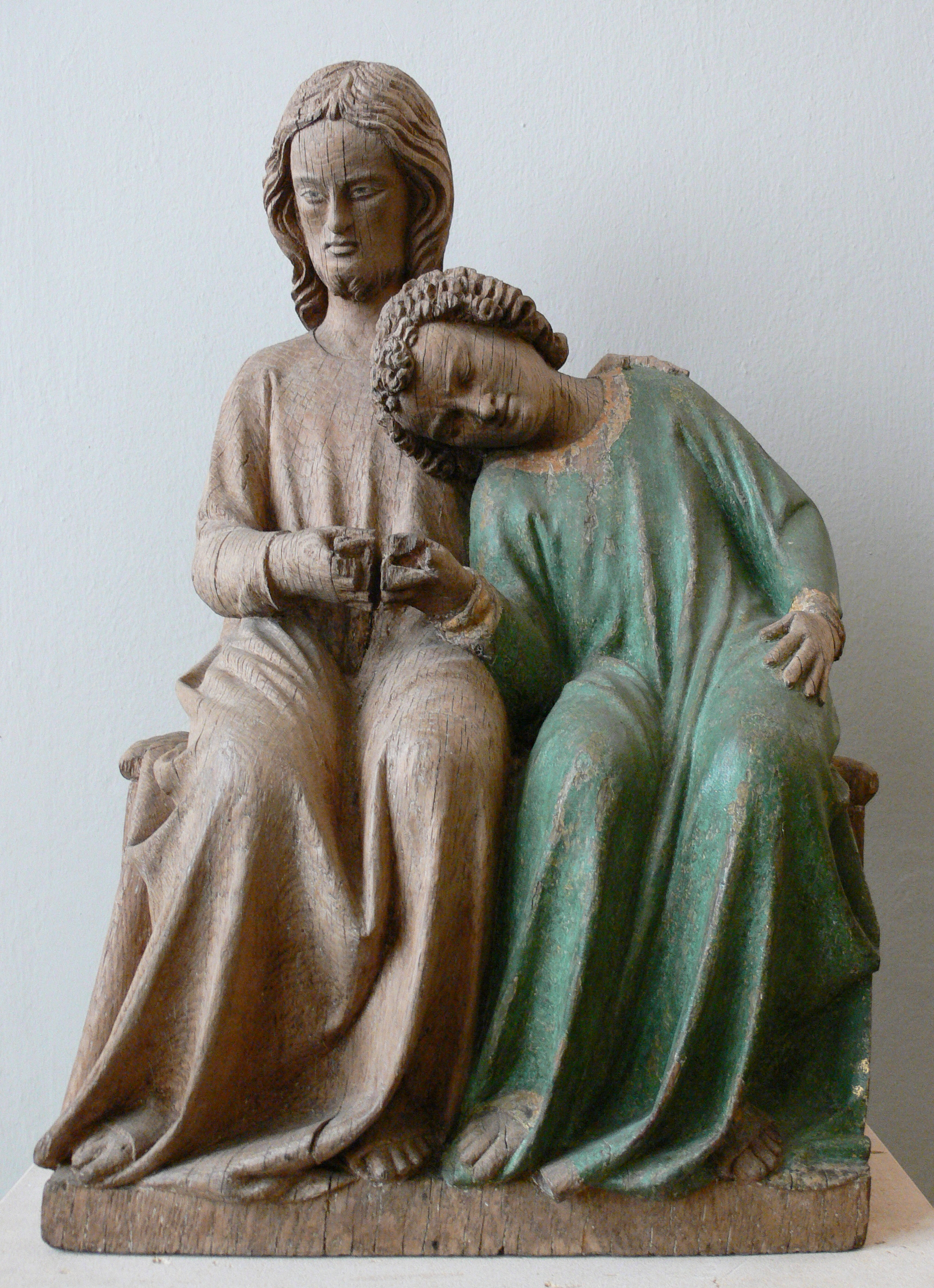
Unbekannte Herkunft, 1320–1330, Bayerisches Nationalmuseum München

In einzelnen Fällen werden Christus-Johannes-Gruppen auch als „Johannesminne“ bezeichnet. Allerdings wird unter Johannesminne vor allem das Reichen und Trinken des gesegneten Johannesweins am Fest des Apostels und Evangelisten Johannes (27. Dez.) und als Abschieds- bzw. Sterbetrank verstanden.